# Gmina Žitište
Gmina Žitište (serb. Opština Žitište / Општина Житиште) – gmina w Serbii, w Wojwodinie, w okręgu środkowobanackim. W 2018 roku liczyła 15 173 mieszkańców.